# 三又ノ番組
『三又ノ番組』（みまたのばんぐみ）は、東日本放送で放送されていた深夜バラエティ番組。
お笑い芸人の三又又三による仙台発のロケを中心とした初冠番組。番組のコンセプトは『愛と笑いで宮城を笑顔に』。不定期で番組EDにてロケに出演した人物と三又の持ちネタの一つである三又ダンスを踊ることがある。

## 出演者
2016年10月から最終回までの出演者は以下の通り。
- 三又又三
- ユリオカ超特Q - 10月以前はゲストとして高頻度で出演。三谷幸喜のモノマネをしながら登場することも多かった。西尾と交互に出演していたが（最終回は同時出演）、スペシャル企画では共演することもあった。
- 西尾季隆（X-GUN） - ユリオカ同様2016年10月以前はゲストとして高頻度で出演。ユリオカと交互に出演していたが（最終回は同時出演）、スペシャル企画では共演することもあった。
- 森遥香（当時東日本放送アナウンサー）
- ミマータン（番組オリジナルマスコットキャラクター）

### 複数回出演したゲスト
- ユンボ安藤（東京ペールワン）
  - 番組開始時からのレギュラーで2016年10月で卒業。卒業まではユンホー名義で登場していた。11月3日・10日・2017年5月11日にゲストとして登場。卒業後初めてゲストとして登場した際に、ユンボはスタッフからビール券を渡されたと三又に暴露されたほか、森アナにはユンボはクビであると予想された。
- さがね正裕（X-GUN）
  - 西尾の相方。三又タスケテ企画などに出演。
- チャイム
  - 赤プルと松丘慎吾による夫婦漫才コンビ。仙台旅や東京旅企画に出演。松丘はかつて三又の経営するバーでアルバイトをしていた。
- 居島一平
  - オフィス北野に所属する三又の後輩。浅草旅行編などの企画に出演。
- アナログタロウ
  - 森遥香に想いを寄せておりチャチャワールドいしこしでデートを行った。
- 新崎人生
  - 三又の西口プロレス参戦時や三又タスケテ企画や宮城県の鉄人大集合などに登場。
- BBゴロー
  - 稲川淳二のモノマネ芸人。夏に行う怪談企画に出演。
- 古賀シュウ
  - 仙台 美術館めぐり企画や秋田旅行編などに複数回登場。出演する際は神取忍・なぎら健壱などのモノマネをして登場する。最終回はゲスト出演。
- いぎなり東北産
  - スターダスト仙台営業所所属のアイドルグループ。三又タスケテ企画や仙台アイドル巡りに出演した。三又ノ番組アイドルフェスティバルにて優勝以降定期的に出演。最終回は伊達花彩がゲスト出演。
- 西口プロレス
  - お笑い芸人たちによるギャグプロレス団体。長州小力、アントニオ小猪木、三平×2、見た目が邦彦などが出演し小力以外の選手は西口軍として三又一人を相手にハンディキャップマッチで対戦した。小力と小猪木は「犬猿の仲・芸人ガチンコ喧嘩バトル」に登場。
- 藤波辰爾
  - 2週にわたって放送した宮城の城を巡る企画などに登場。一週目のOPではものまねをした状態のユリオカと共演した。
- ザブングル加藤歩
  - 大都会東京からのお客様として三又西尾の二人から仙台で接待をうけた。以降も不定期出演。
- 篠宮暁（最終回はゲスト出演）
- 松尾伴内
  - 三又の所属するオフィス北野の大先輩でたけし軍団のレジェンド。
- かみじょうたけし
  - 野球企画に多く登場。
- 赤井沙希
- 堀ちえみ
- センダイガールズプロレスリング
- 新日本プロレスリング
- 東北楽天ゴールデンイーグルス
- SKE48
- CYBER JAPAN DANCERS
- SoulMate
- ドリームハート
- 2ねん8くみ
- 桜エビ～ず
- ラジークイーン

### その他のゲスト
- 元木大介
- 笑福亭笑瓶
- さとう宗幸
- ねづっち
- みちのくプロレス
- レイア
- 舞の海
- 菊地毅
- ハッポゥくん
- ザ・たっち
- タブレット純
- 三遊亭とむ
- 大林素子
- 松村邦洋
- 早見優
- 堀ちえみ
- 森脇健児
- チャンス大城（最終回はゲスト出演）

## 過去の出演者
- 桐畑トール（ほたるゲンジ）

## 主なコーナー
- 三又タスケテ
  - いわゆる人助け企画。三又又三の手でも借りたいほど困っている人や企業、宮城県で活動するアイドル・アーティストなどの元を訪れて、三又が助けてほしい事柄を解決する企画。
- スナック講座
  - スナックをこよなく愛する桐畑トールが、初心者でも心置きなくスナックに行ける作法を伝授する企画。はじめは国分町のみで行われていたが、その後住宅街や漁師町のスナックなどで「初心者のためのスナック講座」と題してスナックを訪れている。

| 名称                 | 地域         | 種別     | 放送日         | 典拠        |
| -------------------- | ------------ | -------- | -------------- | ----------- |
| 牛タン大使           | 宮城県       | 広報大使 | 2016年         | [ 1 ]       |
| ずんだ餅大使         | 宮城県       | 広報大使 | 2016年         | [ 1 ]       |
| 仙台大観音大使       | 宮城県仙台市 | 観光大使 | 2016年         | [ 1 ]       |
| 仙台牛大使           | 宮城県       | 広報大使 | 2016年         |             |
| 山形牛大使           | 山形県       | 広報大使 | 2016年         |             |
| チャチャワールド大使 | 宮城県登米市 | 観光大使 | 2016年10月07日 | [ 2 ] [ 3 ] |
| 一日色麻町長         | 宮城県色麻町 | 名誉町長 | 2017年04月14日 | [ 4 ]       |
| 富谷市観光大使       | 宮城県富谷市 | 観光大使 | 2017年09月01日 | [ 5 ]       |

- 三又又三『大使』任命
  - 放送から3年経った2016年に、三又がスターの証である『大使』任命をされた。初回では牛タン大使、ずんだ餅大使、仙台大観音大使に任命されその後も仙台牛大使、チャチャワールドPR大使に任命されている。
- 仙台の○○バーを巡る
  - 仙台にある普通のバーとは一味違う変わり種やゲイバーを巡る企画。
- 名古屋SKE48爆笑旅行
- 全国制覇の旅～○○編～
  - 同番組を放送している宮城県や三又の出身地岩手県の他、愛知県、三重県、岐阜県、神奈川県、静岡県、山形県に続き放送されていない都道府県を巡る旅企画。
- ゴリラ企画
  - レギュラー以前にゲスト出演していたゴリラをこよなく愛する西尾によるプロデュース企画。主にゴリラに関するクイズを出題。
- 突然お宅訪問の旅！～○○編～
  - 三又一行が突然お宅に訪問し無料で食事を頂く企画。
- 初老の修学旅行　グアム編
  - 2017年1月12日・21日に番組100回を記念してグアムを訪れた。ユリオカの大好きなAKB48の聖地巡礼や西尾のゴリラ企画などを行う。なお、この回では普段は交互にしか出ない西尾とユリオカが番組内で初共演を果たした。
- 三又ノ番組アイドルフェスティバル
  - 2016年12月22日、仙台Rensaにて過去に三又ノ番組に出演経験のあるCYBER JAPAN DANCERS、SoulMate、いぎなり東北産、ドリームハート、2ねん8くみ、桜エビ～ずの6組がステージでパフォーマンス&トークを披露し、一番気に入ったアイドルグループを来場した観客に決めてもらう。1位に輝いたいぎなり東北産には『三又ノ番組』30分丸々一本の企画放送の権利が贈呈された。なお、特別ゲストMCとしてSKE48の江籠裕奈、菅原茉椰、水野愛理が出演。
- 宮城県全市町村制覇の旅
  - 2017年より始動した新企画。宮城県の全市町村を三又一行が巡る。これまでに亘理町、山元町、色麻町、岩沼市、七ヶ浜町、松島町、泉区、加美町、白石市、名取市、鹿島台町、太白区、大河原町、大和町を訪れており色麻町では三又が一日町長に任命された。

## 最終回
- 夏恒例！「怪談ナイト PART Ⅱ 」
  - 三又、ユリオカ、西尾のレギュラー3人とゲストの古賀シュウ、チャンス大城、篠宮暁、伊達花彩（いぎなり東北産）で背筋も凍る怖い話をトークし、番組の最後に三又からこの放送が最終回と発表された。そして、過去の名場面が流れそのままエンディングとなった。

## ネット局
| 放送対象地域 | 放送局         | 系列           | 放送時間                     | 備考   |
| ------------ | -------------- | -------------- | ---------------------------- | ------ |
| 宮城県       | 東日本放送     | テレビ朝日系列 | 金曜 0:20 - 0:50（木曜深夜） | 制作局 |
| 岩手県       | 岩手朝日テレビ | テレビ朝日系列 | 月曜 1:45 - 2:15（日曜深夜） |        |
| 山形県       | 山形テレビ     | テレビ朝日系列 | 水曜 0:50 - 1:20（火曜深夜） |        |
| 静岡県       | 静岡朝日テレビ | テレビ朝日系列 | 火曜 1:50 - 2:20（月曜深夜） |        |
| 中京広域圏   | メ〜テレ       | テレビ朝日系列 | 木曜 2:29 - 2:59（水曜深夜） | [ 6 ]  |